# UHMWPE

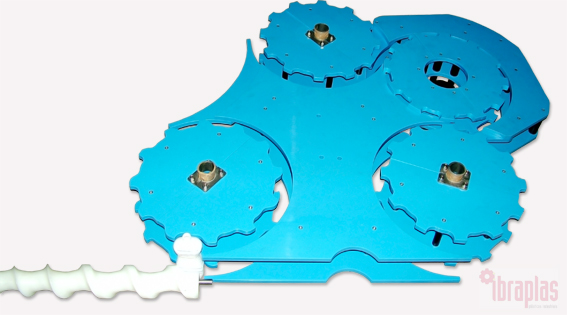
Conjunto de engrenagem produzido com "UHMW"

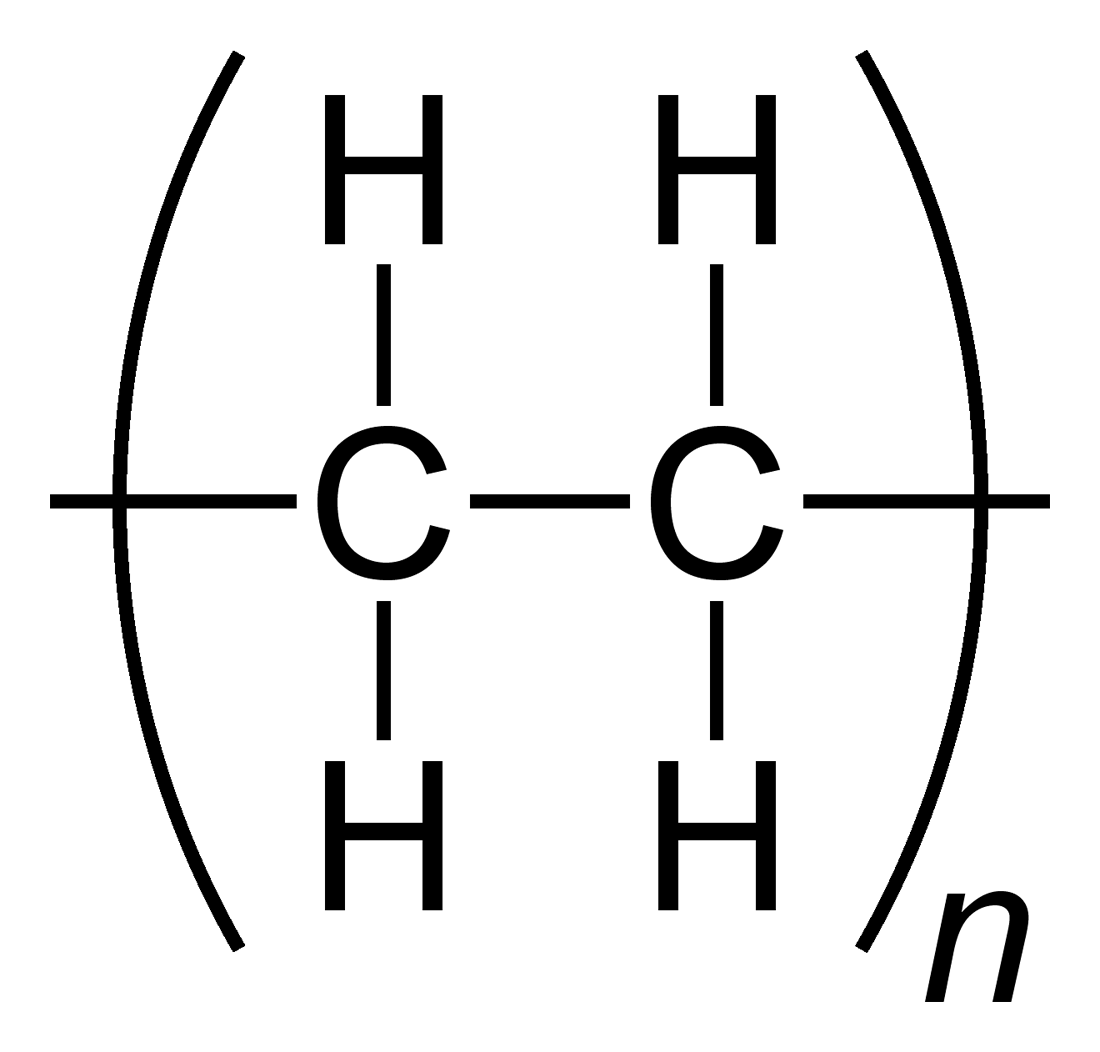
Estrutura molecular do UHMWPE

UHMW (Ultra high molecular weight polyethylene) é a sigla em inglês para Polietileno de Ultra Alto Peso Molecular.
O peso molecular extremamente elevado proporciona a esse plástico de engenharia, além de excelentes propriedades mecânicas, uma viscosidade tão alta no estado fundido que o índice de fluidez (190oC / 21,6kg) aproxima-se de zero. Destacam-se como principais qualidades a alta resistência ao desgaste por abrasão, a alta resistência ao impacto e o baixo coeficiente de atrito.